# Oelegem
Oelegem (fr. Oeleghem) – dzielnica (deelgemeente) gminy Ranst w Belgii, w Regionie Flamandzkim, w prowincji Antwerpia, w okręgu Antwerpia. 1 stycznia 2020 roku zamieszkana przez 4846 osób. Do 31 grudnia 1976 samodzielna gmina.

## Demografia
Liczba mieszkańców, stan na 1 stycznia:
| Rok                | 1900 | 1930 | 1970 | 2020 |
| ------------------ | ---- | ---- | ---- | ---- |
| Liczba mieszkańców | 1547 | 2060 | 2935 | 4846 |